# Pegada cultural
A pegada cultural é o impacto que os grupos e indivíduos exercem no ambiente cultural.

## Elementos de definição
A pegada cultural recebeu uma definição em junho de 2013, por iniciativa de um grupo de peritos da UNESCO, da OCDE, da Organização Internacional da Francofonia, dos ministérios franceses, empresas e sociedade civil.
Ela foi designada como sendo “o conjunto dos fatores externos, positivos ou negativos, gerados no ambiente cultural através da ação de um agente.” Consideramo-la positiva quando enriquece a diversidade cultural e favorece a intensidade cultural.
Um segundo documento de referência publicado em 2017 precisa que “o conjunto dos atores tem a possibilidade de ativar recursos culturais disponíveis, ou seja, de explorá-los. Em simultâneo, é da sua responsabilidade ter uma contribuição positiva” perante este substrato, deste ambiente criador. Isso significa que os grupos e indivíduos “fazem exigências a eles próprios, comprometem-se a partir das respetivas singularidades e envolvem-se culturalmente.”

## Aplicações
“A pegada cultural do setor da cosmética”, que associa Gilles Andrier, Loïc Armand, Francesco Bandarin, Jérôme Bédier, Françoise Benhamou, Fouad Benseddik, Gilles Boëtsch, Dominique Bourg, Jérôme Gouadain, Maria Gravari-Barbas, Marc-Antoine Jamet, François Jullien, Pascal Lamy, Jacques Lévy, Gilles Lipovetsky, Françoise Montenay, Jean Musitelli, Patrick O'Quin, Philippe d'Ornano, Dominique Perrault, Marie-Hélène Plainfossé y Nicole Rouvet, propõe alguns aspetos do ambiente cultural, em que pode haver a contribuição da economia: Aprendizagem, arquitetura, arte, cores, ética, imaginário, património, prazer, saber-estar, singularidade, etc.